# Ninurta-nadin-shumi
Ninurta-nadin-shumi fut un roi d'Isin et de Babylone vers 1132-1127 av. J-C. C'est le troisième roi de la IIde dynastie d'Isin et il régna pendant six années ,. Ses liens avec ses prédécesseurs sont cependant peu évidents.
Il remporta de nombreux succès militaires et réussit à s'enfoncer assez loin dans les terres assyriennes
À sa mort, lui succèdent au moins trois de ses descendants : son fils Nabuchodonosor Ier, son petit-fils, Enlil-nadin-apli, et un autre de ses fils, Marduk-nadin-ahhe.